# Домашній чемпіонат Великої Британії 1891
Домашній чемпіонат Великої Британії 1891 — восьмий розіграш домашнього чемпіонату, футбольного турніру за участю збірних чотирьох країн Великої Британії (Англії, Шотландії, Уельсу і Ірландії). Переможцем стала збірна Англії, яка, як і рік тому, два з трьох своїх матчів зіграла одночасно одного дня двома різними складами.
Чемпіонат розпочався матчем між збірними Ірландії та Уельсу, в якому ірландці здобули одну з найбільших перемог у своїй історії, розгромивши валлійців з рахунком 7:2. Наступні два матчі мали проходити за участю збірної Англії. Через вкрай насичений графік внутрішніх змагань Футбольна асоціація знову була змушена провести обидва матчі в один день, випустивши на поле два різні склади. Команда професіоналів грала з Ірландією, тоді як команда аматорів — з Уельсом. В обох матчах англійці завдали суперникам поразки, 6:1 і 4:1 відповідно. Наступною у змагання вступила Збірна Шотландії. У матчі проти Уельсу вона ледь не втратила очки — валлійці чинили несподівано сильний опір, зберігаючи шанси на нічию практично до самого кінця, але зрештою поступилися з рахунком 3:4. Потім Шотландія на домашньому стадіоні обіграла ірландців 2:1, таким чином, як і попереднього сезону, переможець мав визначитися у вирішальній фінальній грі між Англією та Шотландією. Англійці виграли матч із рахунком 2:1, завоювавши четверте чемпіонське звання. Найкращим бомбардиром змагань вперше став представник збірної Ірландії — Олферт Стенфілд, завдяки «покеру» у першому матчі турніру проти валлійців і одному голу шотландцям.

## Таблиця
| Поз | Команда    | І | В | Н | П | ГЗ | ГП | РГ | О |  |
| --- | ---------- | - | - | - | - | -- | -- | -- | - |  |
| 1   | Англія (C) | 3 | 3 | 0 | 0 | 12 | 3  | +9 | 6 |  |
| 2   | Шотландія  | 3 | 2 | 0 | 1 | 7  | 6  | +1 | 4 |  |
| 3   | Ірландія   | 3 | 1 | 0 | 2 | 9  | 10 | −1 | 2 |  |
| 4   | Уельс      | 3 | 0 | 0 | 3 | 6  | 15 | −9 | 0 |  |